# Mike Merlo
Michele Merlo, detto Mike (Sambuca Zabut, 4 gennaio 1880 – Chicago, 8 novembre 1924), è stato un politico e mafioso italiano, uno dei più potenti, temuti e rispettati boss mafiosi d'America, capo dell'Unione Siciliana e influente politico del Partito Democratico di Chicago dagli anni '10 fino all'inizio degli anni venti.

## Biografia
Michele Merlo nasce a Sambuca di Sicilia, in provincia di Agrigento, da Calogero e Lamanno Maria. All'età di 9 anni nel 1889 con la sua famiglia si imbarca su un piroscafo dal porto di Palermo, diretto a New Orleans. Resterà nella capitale della Louisiana fino all'anno 1900, quando con i suoi familiari si trasferirà a Chicago. Due anni dopo, ovvero nel 1902, suo padre muore all'età di 52 anni, mentre Michele ne ha solo 22. Successivamente incomincia a lavorare nella sezione dell'Unione Siciliana di Chicago diventandone un importante membro prima e presidente dopo, venendo riconosciuto come un benefattore e protettore di tutta la comunità di Little Sicily, il quartiere siciliano della città.
Diventa uno dei più potenti e rispettati personaggi della città e importante membro del partito democratico. La sua parola all'interno dell'intera malavita di Chicago è legge e nessuno si sognerebbe mai di contraddirlo. Agli inizi del 1923 la Famiglia Genna e i suoi alleati Johnny Torrio e Al Capone incominciano ad avere problemi con le bande irlandesi della North Side Gang, guidate da Dean O'Banion, per il controllo del contrabbando di alcol ma non osano prendere provvedimenti per paura di contrariare Merlo. Così a mediare e a dire l'ultima parola fra i Genna e gli irlandesi ci pensa sempre il potente Don Michele, al quale nessuno osa disubbidire.
L'8 novembre 1924 Michele Merlo muore di cancro, lasciando la moglie e 6 figli. Il suo funerale è ricordato come uno dei più spettacolari della storia di Chicago, con addobbi floreali per circa 10.000 dollari e una statua di cera a grandezza naturale raffigurante il suo volto. Al suo funerale furono stimate circa 10.000 persone, compresi il sindaco di Chicago William Dever, il procuratore di stato Robert Crowe, il capo della polizia Morgan Collins ed il capo della contea Cook e futuro sindaco di Chicago Anton Cermak. Merlo fu sepolto nel cimitero Mount Carmel ad Hillside, Illinois.
Subito dopo la morte di Merlo, il giorno prima dei funerali, Dean O'Banion venne assassinato dentro il suo negozio di fiori dai killer dei Fratelli Genna, John Scalisi e Albert Anselmi, inaugurando così la guerra fra bande a Chicago. Suo figlio John Merlo (1921-1992) divenne un assessore della 44ª circoscrizione di Chicago e in seguito un importante senatore della camera e del senato dell'Illinois; gli fu intitolata la biblioteca pubblica di Chicago.